# داود مع رأس جليات
داؤد مع رأس جليات هي لوحة إيطالية باروكية مرسومة من قبل الرسام الإيطالي كارافاجيو تعود اللوحة لحوالي سنة 1610، وهي تصور داود وهو يحمل رأس جليات بعد قتله. تم شراء اللوحة من قبل الكاردينال وجامع الأعمال الفنية أنذاك سكيبيوني بورغيزي وألذي وضعها في قصر العائلة في روما في سنة 1650، نقلت بعد ذلك إلى متحف برادو في مدريد وحالياً هي موجود في متحف تاريخ الفنون في فيينا،